# Saint-Just-de-Valcabrère
Saint-Just-de-Valcabrère ist eine frühromanische Basilika. Sie ist eine Pilgerstätte auf dem Weg nach Santiago de Compostela, dessen Denkmäler im Jahr 2000 als UNESCO-Welterbe anerkannt wurden.

## Geografische Lage
Die Kirche liegt im Gemeindegebiet von Valcabrère im Département Haute-Garonne. Sie steht heute am Rand eines kleinen Friedhofs in der Ebene vor den ersten Ausläufern der Pyrenäen. In einer Entfernung von knapp einem Kilometer Luftlinie steht westlich benachbart, auf der äußersten Erhebung des Gebirges, die ehemalige Bischofskirche von Comminges. Ebenfalls in unmittelbarer Nähe befinden sich die Ruinen der römischen Stadt Lugdunum Convenarum. Zahlreiche der in der Kirche verbauten Spolien stammen von dort.

## Geschichte
Der Bauplatz befand sich im Bereich eines römischen Friedhofs. Die Kirche wurde im 11. und 12. Jahrhundert errichtet. Angeblich hat sie als Bischofskirche gedient, bevor Bertrand de L’Isle-Jourdain eine Bischofskirche im benachbarten Comminges errichten ließ.

## Beschreibung

### Gebäude
Die Kirche ist ost-westlich ausgerichtet. Sie hat ein dominierendes Mittelschiff, das zwei schmale Seitenschiffe begleiten, die mit Vierteltonnen gewölbt sind. Die Apsiden der Seitenschiffe sind hufeisenförmig ausgebuchtet, der Hauptchor ist dagegen halbrund. In dem Gebäude sind – zum Teil in tragender Funktion, zum Teil als Dekorationselemente – römische Spolien verbaut. Auch Grabplatten alter römischer Sarkophage wurden verwendet, deren Inschriften teilweise gut lesbar an den Innenwänden der Kirche zu erkennen sind. Weiter wurden hier Teile einer nahe gelegenen römischen Villa des 4. Jahrhunderts verbaut.
Die Kirche ist ein herausragendes Beispiel der Wiederaufnahme römischer Traditionen in der frühen Romanik nach einer Unterbrechung von einem halben Jahrtausend.
Der Heilige St. Just, dem die Kirche ihren Namen verdankt, ruht in einem schmucklosen Sarkophag unter einem gotischen Ziborium hinter dem Altar. Auf dem Ziborium ist er zusammen mit seinem Gefährten, St. Pastor, der ebenfalls den Märtyrertod erlittenen hat, dargestellt.

### Nordportal

Portal

Haupteingang ist das Nordportal, ein flacher Torbau, in dem sich ein Portalbogen mit wuchtigen Archivolten, eingerahmt von einer Zahnschnittleiste, wölbt. Das Tympanon zeigt Gottvater mit der Bibel als Buch und erhobener Segenshand thronend in einer Mandorla. Zu beiden Seiten stehen je zwei der Evangelisten. Über ihren Köpfen schweben zwei Engel, die Weihrauchfässer schwenken.
Zu beiden Seiten des Portals befinden sich jeweils zwei große Standfiguren in antikem Stil. Die Kapitelle über ihnen zeigen die Passion der drei hier dargestellten Märtyrer: Justus, Pastor und Stephanus. Die vierte Figur ist die einzig weibliche Person und auch keine Märtyrerin: Sie stellt Kaiserin Helena dar, die – der Legende nach – das Kreuz Christi wiederfand.

### Kreuzgang
Nach archäologischem Befund befand sich südlich der Kirche ein Kreuzgang. Dessen Fundamente wurden nach der Ausgrabung im Boden markiert.